# Neoliodes nigricans
Neoliodes nigricans är en kvalsterart som först beskrevs av Hammer 1967.  Neoliodes nigricans ingår i släktet Neoliodes och familjen Neoliodidae. Inga underarter finns listade i Catalogue of Life.